# Любучанский сельский округ
Любучанский сельский округ — упразднённая административно-территориальная единица, существовавшая на территории Чеховского района Московской области в 1994—2006 годах.
Любучанский сельсовет был образован в первые годы советской власти. По данным 1919 года он входил в состав Молодинской волости Подольского уезда Московской губернии.
В 1926 году Любучанский с/с включал село Любучаны, деревню Шарапово и школу.
В 1929 году Любучанский с/с был отнесён к Лопасненскому району Серпуховского округа Московской области.
15 июля 1954 года Лопасненский район был переименован в Чеховский район.
3 июня 1959 года Чеховский район был упразднён и Любучанский с/с отошёл к Подольскому району.
20 августа 1960 года к Любучанскому с/с были присоединены селения Алачково, Детково, Ивачково, Красные Холмы и Углешня упразднённого Детковского с/с, а также селение Никоново Молодинского с/с.
1 февраля 1963 года Подольский район был упразднён и Любучанский с/с вошёл в Ленинский сельский район. 11 января 1965 года Любучанский с/с был возвращён в восстановленный Чеховский район.
30 мая 1978 года в Любучанском с/с был упразднён жилой посёлок кирпичного завода.
3 февраля 1994 года Любучанский с/с был преобразован в Любучанский сельский округ.
2 июля 2004 года к Любучанскому с/о были присоединены Антроповский, Мещерский и Молодинский с/о. При этом центр Любучанского с/о был перенесён в село Троицкое.
В ходе муниципальной реформы 2004—2005 годов Любучанский сельский округ прекратил своё существование как муниципальная единица. При этом все его населённые пункты были переданы в сельское поселение Любучанское.
29 ноября 2006 года Любучанский сельский округ исключён из учётных данных административно-территориальных и территориальных единиц Московской области.